# Triturus
Triturus (de Tritó, fill de Posidó, i del grec: ura, 'cua') és un gènere d'amfibis urodels de la família Salamandridae. Es troben a la major part d'Europa (incloent-hi Catalunya), parts de Rússia i a l'Orient pròxim.

## Taxonomia
El gènere Triturus inclou 9 espècies:
- Triturus anatolicus Wielstra and Arntzen, 2016
- Triturus carnifex (Laurenti, 1768)
- Triturus cristatus (Laurenti, 1768)
- Triturus dobrogicus (Kiritzescu, 1903)
- Triturus ivanbureschi Arntzen and Wielstra in Wielstra, Litvinchuk, Naumov, Tzankov, and Arntzen, 2013
- Triturus karelinii (Strauch, 1870)
- Triturus macedonicus (Karaman, 1922)
- Triturus marmoratus (Latreille, 1800)
- Triturus pygmaeus (Wolterstorff, 1905)